# Schloss Irnsing

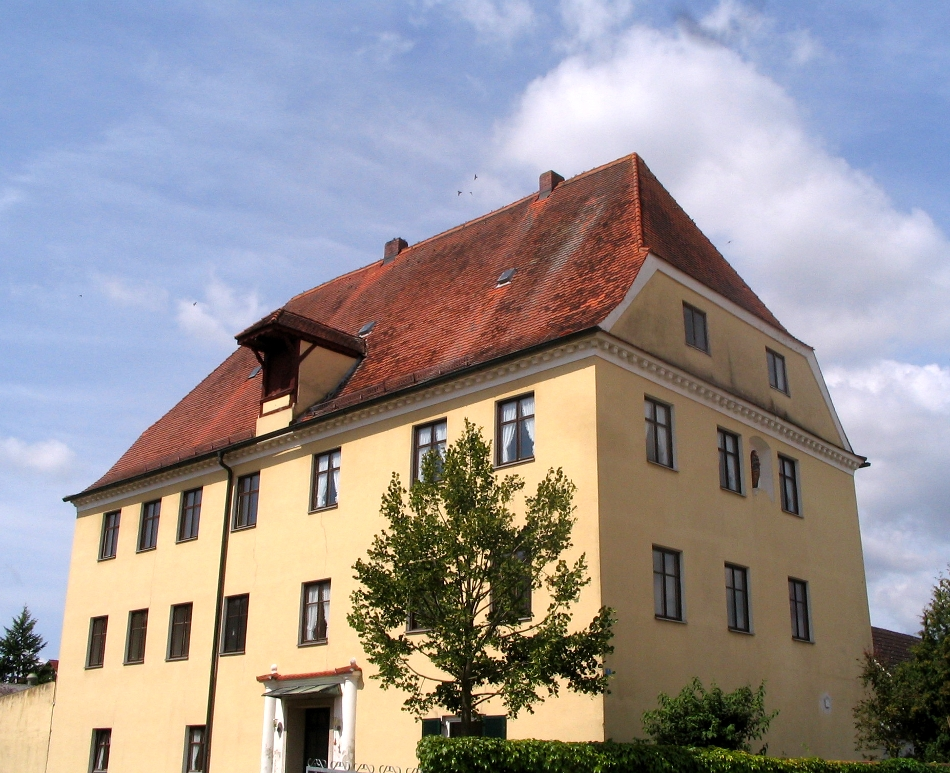
Schloss Irnsing (2009)

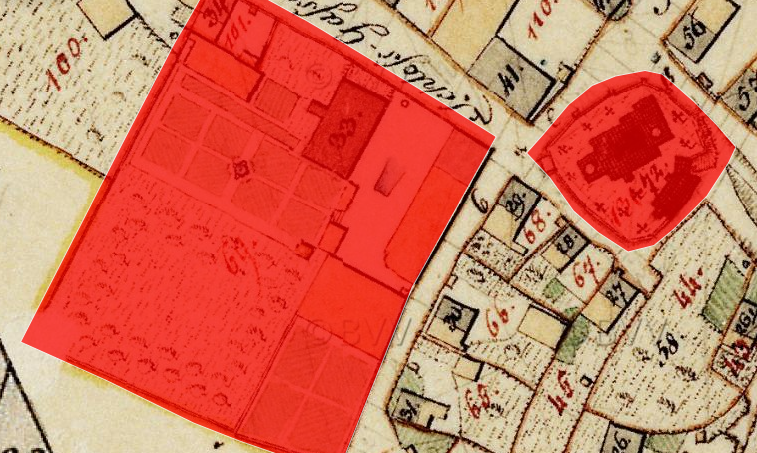
Lageplan von Schloss Irnsing auf dem Urkataster von Bayern

Das Schloss Irnsing liegt im Ortsteil Irnsing, heute ein Teil der niederbayerischen Stadt Neustadt an der Donau im Landkreis Kelheim von Bayern. Das heutige Schloss liegt in unmittelbarer Nähe zu der Ortskirche Unsere Liebe Frau. Die früher bestandene Burg könnte durch das Bistum Bamberg initiiert worden sein und dem Schutz des bis in das Hochmittelalter in unmittelbarer Nähe von Irnsing bestehenden Donauübergangs gedient haben. Der von Landshut kommender Fernweg verlief nach der Donauüberquerung zur Burg und gabelte sich hier nach Mindelstetten bei Eichstätt und nach Riedenburg im Altmühltal. Die Anlage wird als Bodendenkmal unter der Aktennummer D-2-7136-0288 im Bayernatlas als „untertägige frühneuzeitliche Befunde im Bereich des ehem. Schlosses in Irnsing, zuvor wohl mittelalterliche Burg“ geführt. Ebenso ist sie unter der Aktennummer D-2-73-152-46 als denkmalgeschütztes Baudenkmal von Irnsing verzeichnet.

## Beschreibung
Das Schloss ist ein dreigeschossiger Bau aus dem 17. Jahrhundert mit einem Schopfwalmdach und gehört heute zu einem landwirtschaftlichen Betrieb. Es besitzt ein zweiflügeliges Portal mit einem Konsolgesims, einer Portalrahmung und einer Vorhalle. An der östlichen Traufseite befindet sich eine Aufzugsgaube. Zu der Anlage gehört ein zweiflügeliger und zweigeschossiger Stadel mit einem Krüppelwalmdach aus dem 18. Jahrhundert. Das Schloss wurde vermutlich an der Stelle einer Burganlage errichtet; es gibt aber auch die Vermutung, dass sich die ehemalige Burg an der Stelle der heutigen Dorfkirche befand und die Burg später zur Dorfkirche umgebaut wurde. Aufgrund fehlender baugeschichtlicher Untersuchungen kann diese Deutung nicht entschieden werden. Nach einer Nennung von 1737 gehörten zu der Burg ein „gemauerter Turm“, vermutlich ein heute abgegangener Bergfried, ein Wohngebäude und ein Wirtschaftshof.

## Geschichte
Irnsing wurde am 1. November 1014 durch Kaiser Heinrich II. dem Bistum Bamberg geschenkt. In den folgenden Jahrhunderten riss die Verbindung zu Bamberg ab. Die Herren von Irnsing sind aber seit dem 11. Jahrhundert nachgewiesen. Ein Berthold von Irsing hat vor 1089 Hörige an das Kloster Weltenburg übertragen, wobei auch ein Ekkihart von Irnsing in der Zeugenreihe genannt wird. Im ersten Drittel des 12. Jahrhunderts bezeugen Heinrich, Macili, Kunibert und Babo von Irnsing eine Münchsmünsterer Tradition. Um 1142/58 werden ein Wicman und ein Reginbod von Irnsing bei der Abfassung eines Dokuments genannt. Um 1155/56 hören wir von Otto von Irnsing, 1158 von Werner von Irnsing, 1166/68 von einem Hartnid von Irnsing und von 1163 bis 1181 von dem Willihalm von Irnsing. Um 1263/67 gibt Abt Bruno von Weltenburg einem Heinrich zu Irnsing ein Klostergut daselbst zu Leibrecht. Ein zeitlich nicht einstufbarer Hartwig von Irnsing war Ministeriale der Burggrafen von Regensburg. Werner von Irnsing war Ministerialer des Hochstifts Bamberg oder des Klosters St. Emmeram, Wicmann und Reginbod könnten Weltenburger Dienstmannen gewesen sein, Willihalm wird dem Hochstift Regensburg zugeordnet. Hartnid wird als Ministeriale der Wittelsbacher angesehen, weil er 1167 eine in Jerusalem ausgestellte pfälzische Urkunde bezeugt.

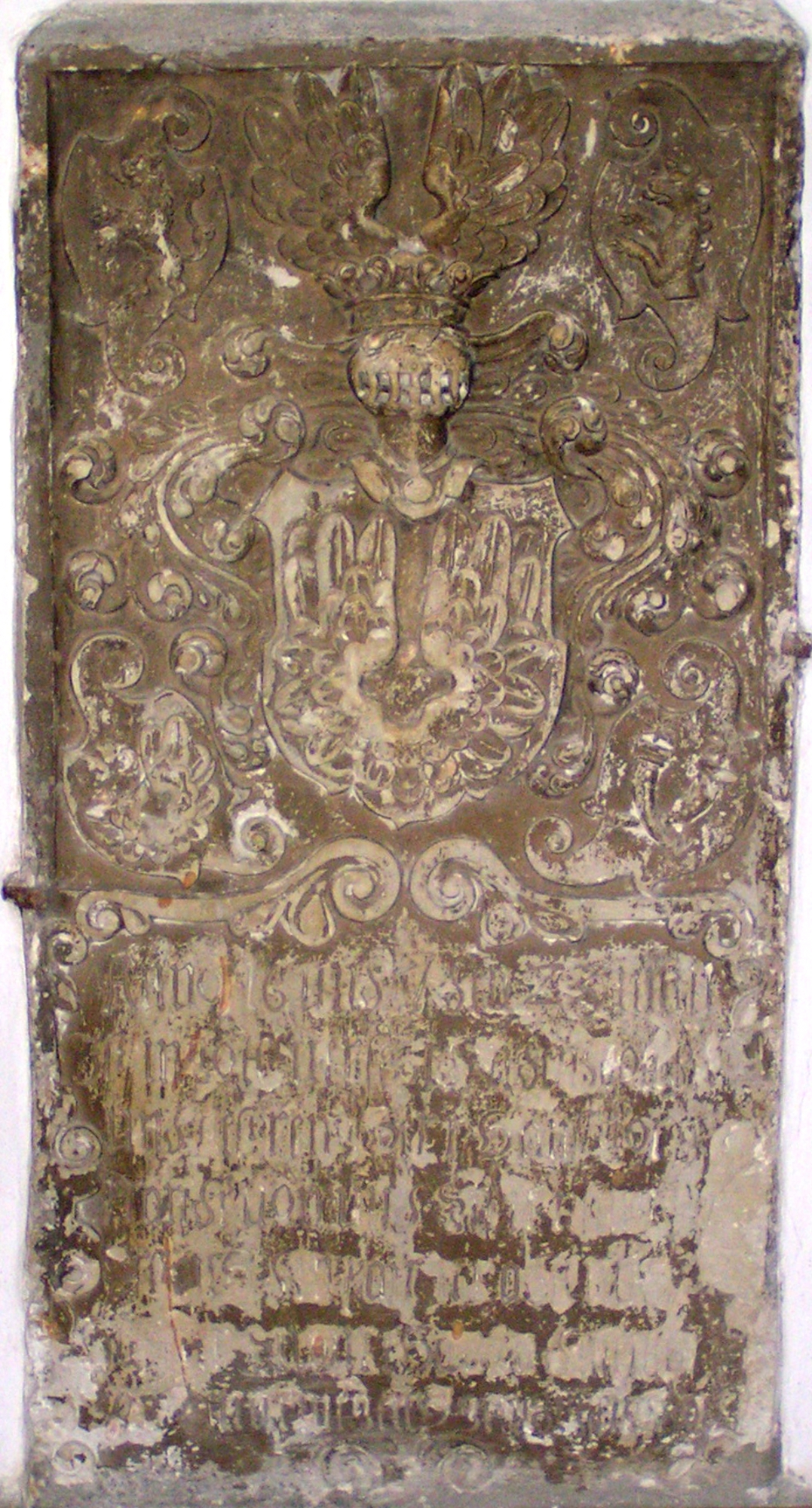
Epitaph aus dem 17. Jahrhundert in der Kirche Unserer Lieben Frau in Irnsing mit dem Familienwappen der Prantl

1354 tritt Ulrich der Wimmer von Irnsing auf. Er ist als Dienstmann der Abensberger anzusprechen. 1375 sind die Herren von Pförring hier ansässig. 1458 wird erstmals der Sitz zu Irnsing erwähnt. Hans der Pfergner (Pförring) stiftet 1391 eine Frühmesse für Irnsing, 1404 ist Hans Pfergner von Irnsing der Junge genannt und zwischen 1445 und 1472 erscheint der „edle und veste Wilhelm Pferringer zu Irdnsing“. Danach wird 1480 hier der Edle Wilhelm Mondorfer genannt, auf ihn folgt die Familie der Prän(d)tl, die bis 1695 die Besitzer waren. Das heutige Gebäude wurde 1677 für Adam Franz von Pränd(t)l errichtet. Nach dem Tod des Adam Franz Präntl, kurbayerischer Hofrat, kommt das Gut an seine Frau Maria Magdalena, geborene Cammerloher, welche in zweiter Ehe Ludwig Ferdinand Nothafft von Weißenstein ehelicht. Nach dem Tod beider fällt Irnsing an die Cammerloher. 1730 ist Josef Marquard von Cammerloher Herr auf Irnsing. Er setzt seinen Adoptivsohn Josef Freiherr von Speidel zum Erben ein. Nach dessen Tod geht der Besitz an Maximilian Graf von Arco über, der Irnsing von seiner Frau, einer geborenen Speidel, 1778 erhält. Am 14. November 1784 erwirbt Josef Ferdinand Maria Reichsfreiherr von Lerchenfeld Irnsing und das naheliegende Hienheim. Besitznachfolger wurde 1825 Josef von Schleich und bis 1854 die Freiherrn von Gruben. Heute ist das Schloss im Besitz der Familie Lindermayer.